# Oh Se-hun (Sänger)
Oh Se-hun (* 12. April 1994 in Jungnang-gu, Seoul, Südkorea) besser bekannt unter dem Mononym Sehun, ist ein südkoreanischer Sänger, Rapper, Tänzer, Schauspieler und Model. Er ist Mitglied der koreanisch-chinesischen Boygroup EXO, der Subgruppe EXO-K und EXO-SC.

## Leben
Oh Se-hun wurde in Jungnag-gu, Seoul  geboren. Er machte im Februar 2013 seinen Abschluss an der School of Performing Arts Seoul. Sehun hat einen drei Jahre älteren Bruder.
Sehun wurde von einem Castingagenten von SM Entertainment entdeckt. Am 10. Januar 2012 wurde er als fünftes offizielles Mitglied von EXO angekündigt. Die Gruppe debütierte mit dem Song Mama.

## Filmografie (Auswahl)
Filme
- 2021: Catman
- 2022: The Pirates: The last Royal Treasure

Serien
- 2012: To the Beautiful You
- 2013: Royal Villa
- 2021–2022: Now, We Are Breaking Up